# 암베브
암베브(포르투갈어: AmBev - Companhia de Bebidas das Américas)는 브라질의 기업이다.